# Širvinta (Šešupė)
Širvinta (oder Sensairvintė), deutsch Schirwindt (russisch Шервинта), ist ein Fluss im Südwesten Litauens – teilweise als Grenzfluss zur Oblast Kaliningrad – und gehört zum Becken der Šešupė. Die Quelle liegt im Bezirk Vilkaviškis, westlich von Alvito, die Mündung bei Kudirkos Naumiestis.
Die durchschnittliche Durchflussmenge liegt über 1,49 m³/s, nach der Mündung der Rausvė, 4,03 m³/s und an der Mündung in die Šešupė 7,91 m³/s. Die durchschnittliche Neigung beträgt etwa 71 cm/km.

## Geschichte
Seit dem 15. Jahrhundert markiert die Šešupė zusammen mit dem Nebenfluss Liepona einen der stabilsten Grenzverläufe Europas, wobei die Anrainerstaaten mehrfach wechselten. Heute befindet sich Russland auf der westlichen und Litauen auf der östlichen Seite.